# Sarkofag Adelfii
Sarkofag Adelfii – pochodzący z IV wieku marmurowy sarkofag, będący przykładem wczesnochrześcijańskiej sztuki sepulkralnej. Znajduje się w zbiorach Muzeum Narodowego w Syrakuzach.
Datowany na lata około 340–345 sarkofag został odkryty w 1872 roku w katakumbach św. Jana w Syrakuzach. Ozdobiony został reliefami przedstawiającymi sceny ze Starego i Nowego Testamentu. W centralnej części na froncie sarkofagu umieszczony został medalion z portretami małżonków, identyfikowanych dzięki umieszczonej na pokrywie inskrypcji. Są to clarissima femina Adelfia i jej mąż, komes Waleriusz, identyfikowany z pochodzącym z Sycylii urzędnikiem Lucjuszem Aradiuszem Waleriuszem Prokulusem. Waleriusz ubrany jest w togę i trzyma w ręku zwój. 
Medalion z wizerunkami małżonków ujęty jest z obydwu stron odpowiadającymi sobie nawzajem scenami, pogrupowanymi w pary. Są to kolejno: od strony lewej  – ręka Boga przekazująca tablice Prawa Mojżeszowi, Chrystus uzdrawiający niewiastę cierpiącą na krwotok, Chrystus z kłosem i jagnięciem stojący między Adamem i Ewą oraz zaparcie się Piotra. Od strony prawej przedstawione są: ręka Boga powstrzymująca Abrahama przed złożeniem Izaaka w ofierze, Chrystus przywracający wzrok ślepcowi, scena cudownego rozmnożenia chleba i ryb oraz wskrzeszenie przez Chrystusa młodzieńca z Naim.
W pasie dolnym, poniżej medalionu, w miejscu centralnym umieszczona została scena pokłonu Trzech Mędrców. Po jej obydwu bokach umieszczono rozmieszczone symetrycznie dwie pary scen, po jednej krótszej i jednej dłuższej. W części prawej ukazano Adama i Ewę w raju oraz wjazd Chrystusa do Jerozolimy, w części lewej natomiast cudowną przemianę wina w Kanie Galilejskiej oraz Trzech Młodzieńców odmawiających złożenia pokłonu przed posągiem.
Pokrywę sarkofagu udekorowano z prawej strony przedstawieniem narodzin Jezusa, z pokłonem zwierząt oraz wizytą Trzech Mędrców. Znaczenie sceny z lewej strony jest nie do końca jasne, przypuszczalnie odnosi się do śmierci Adelfii i jej przyjęcia w niebie. Całość stanowiłaby rodzaj pocieszenia dla pogrążonych w żałobie, przypominającego, że Chrystus poprzez swoje wcielenie przyniósł światu zbawienie.